# Jacob Olivier Van de Velde

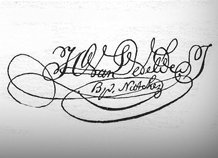
Handtekening van Van de Velde

Jacob Olivier van de Velde S.J. (Lebbeke, 3 april 1795 – Natchez, 13 november 1855) was een Belgisch missiebisschop in de Verenigde Staten. Hij was jezuïet.

## Levensloop

### Zuidelijke Nederlanden
Van de Velde werd geboren in Lebbeke, in de Franse Nederlanden (1795). Hij groeide op bij een tante in Sint-Amands. In 1810 ging hij op pensionaat in Gent. Bij het begin van het Koninkrijk der Nederlanden (1815), startte hij priesterstudies in het Groot Seminarie van het aartsbisdom Mechelen. De wervingscampagne van Charles Nerinckx om priesters naar de Verenigde Staten over te brengen, maakte indruk bij Van de Velde. In 1817 scheepte hij, samen met andere seminaristen, in in Amsterdam. Ze reisden naar Baltimore. Hij zou nooit meer terugkeren naar de Nederlanden.

### Amerikaans hoogleraar
In Georgetown werd hij priester-student bij de orde der Jezuïeten. Hij verbleef van 1817 tot 1831 in Georgetown. Hij was er student theologie, werd er tot priester gewijd (1827), was er hoogleraar en was jarenlang de bibliothecaris van deze katholieke universiteit. De Universiteit van Georgetown ruilde hij in voor de katholieke universiteit van Saint Louis, waar hij van 1831 tot 1843 talen doceerde. Hij werd ook bestuurder van de universiteit. In 1843 werd hij overste der Jezuïeten voor Missouri en omliggende gebieden, tot 1848. Het was een missiegebied voor de Jezuïeten.

### Bisschop van Chicago
Zijn bisschopsbenoeming voor Chicago (toen nog geen aartsbisdom) volgde in 1848. Het bisdom Chicago was recent opgericht en omvatte zowat de staat Illinois. Met tegenzin onderging hij de bisschopswijding in 1849. Hij miste immers de boekencollecties van de universiteit. Van 1848 tot 1853 was hij bisschop van Chicago. Het bisdom had een zwaar tekort aan priesters en katholieke scholen. In de prairies van Illinois was geen katholieke clerus aanwezig. Van de Velde werd bouwheer van katholieke scholen en kloosters, te beginnen met zijn bisschopsstad Chicago. Hij smeekte Rome om financiële middelen, maar kreeg nauwelijks iets. Hij richtte een katholiek tijdschrift op om de landelijk gelegen parochies te bereiken. In zijn ijver om de landelijke parochies van een priester te voorzien, had bisschop Van de Velde een ontslagen Canadees priester in dienst genomen. Het ging om Charles Chiniquy. Toen Chiniquy pastoraal actief was zonder zich iets aan te trekken van het gezag van bisschop Van de Velde, gaf de bisschop er de brui aan. Rome weigerde zijn ontslag als bisschop van Chicago. Rome creëerde zelfs een tweede bisdom in Illinois, het bisdom Quincy. Dit betekende dat het bisdom Chicago verkleind was. Van de Velde kreeg dus in zijn takenpakket het bestuur van twee bisdommen: Chicago met Quincy erbij. Van de Velde smeekte Rome om Chicago te verlaten; hij vond het klimaat te koud. Hij reisde ervoor naar Rome, naar paus Pius IX. Deze laatste beloofde een oplossing om een klimaat te vinden gepast aan de gezondheidstoestand van de bisschop.

### Bisschop van Natchez
In 1853 verhuisde van de Velde naar het warmere zuiden, naar Mississippi. Hij werd bisschop van Natchez, het latere bisdom Jackson. Dit bisdom was erg klein, met 11 kerken en 9 priesters, maar was ook arm. De bouw van de kathedraal van Natchez was stil gevallen want het bisdom had geen middelen meer. De stad Natchez bleek bovendien in proces te zijn tegen het bisdom, want de grond waarop de kathedraal stond, was stadseigendom. Bisschop van de Velde won het proces tegen de stad. Hij kreeg met een ander proces te maken, een kerkelijk proces. Hij had immers geld van een milde schenker in Chicago naar Natchez overgebracht. Het bisdom Chicago betwistte dat in Rome. Uiteindelijk was van de Velde twee jaar bisschop van Natchez, van 1853 tot zijn dood in 1855. In deze korte periode werd het bisdom Natchez getroffen door twee epidemies van gele koorts. Tijdens de 2e epidemie geraakte van de Velde besmet en stierf (1855).

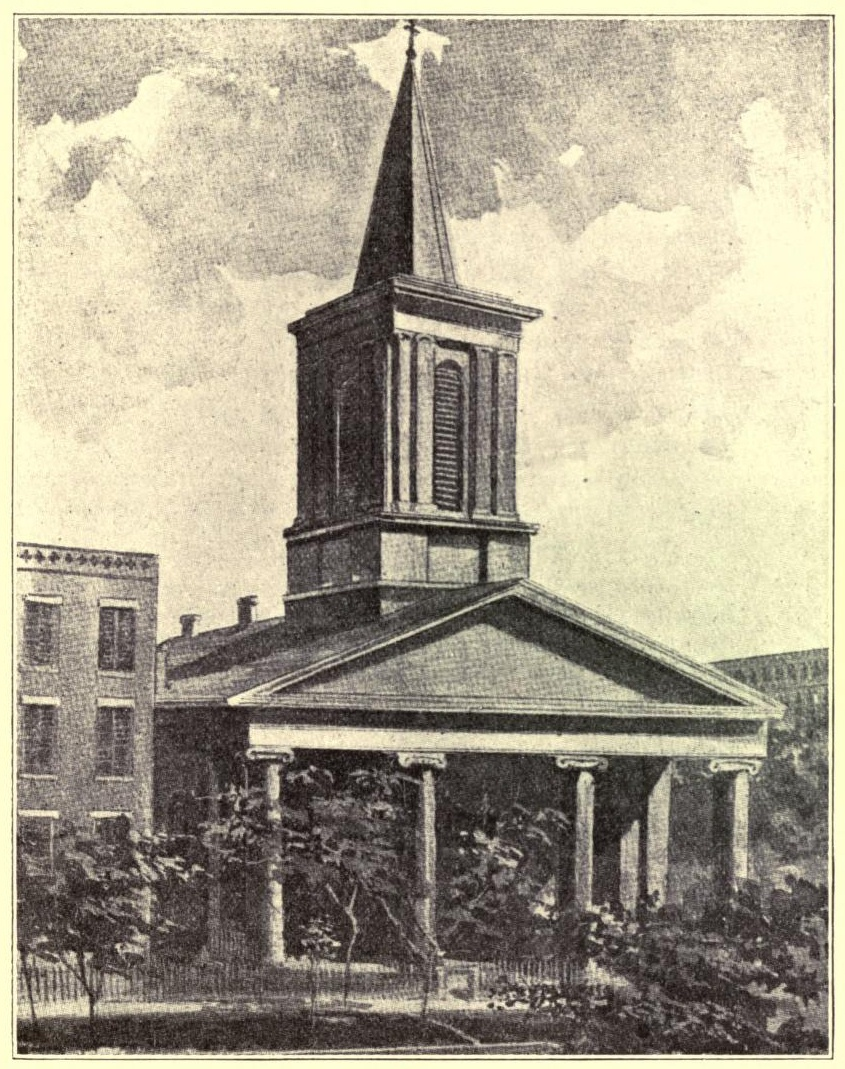
Saint Mary's Cathedral in Chicago, in de 19e eeuw
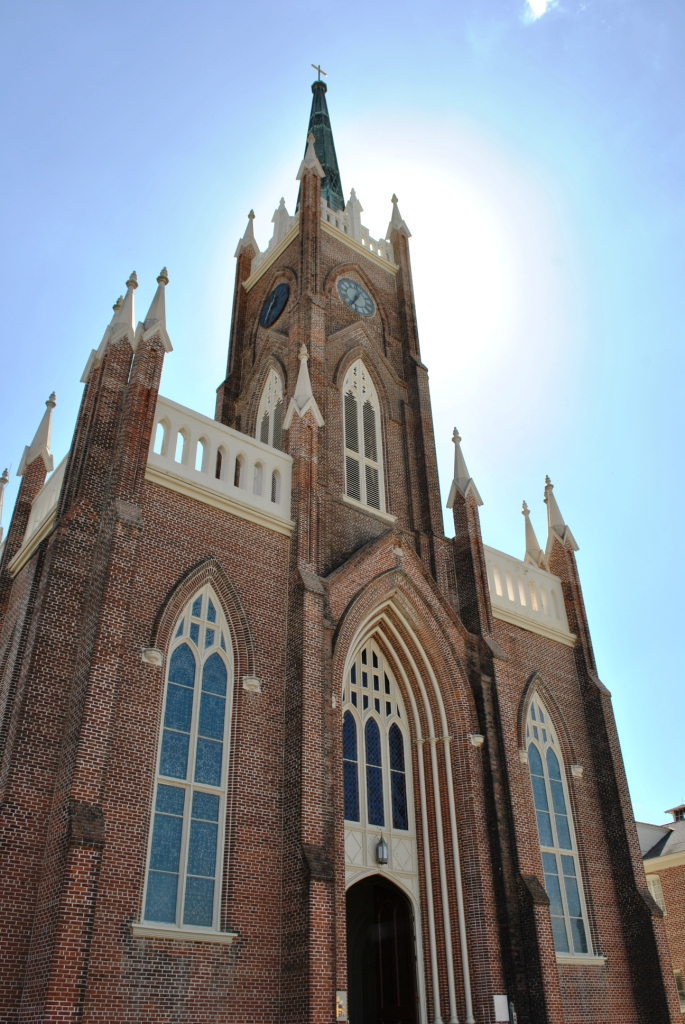
De Saint Mary basilica in Natchez was een kathedraal in de 19e eeuw.